# Masmogubben

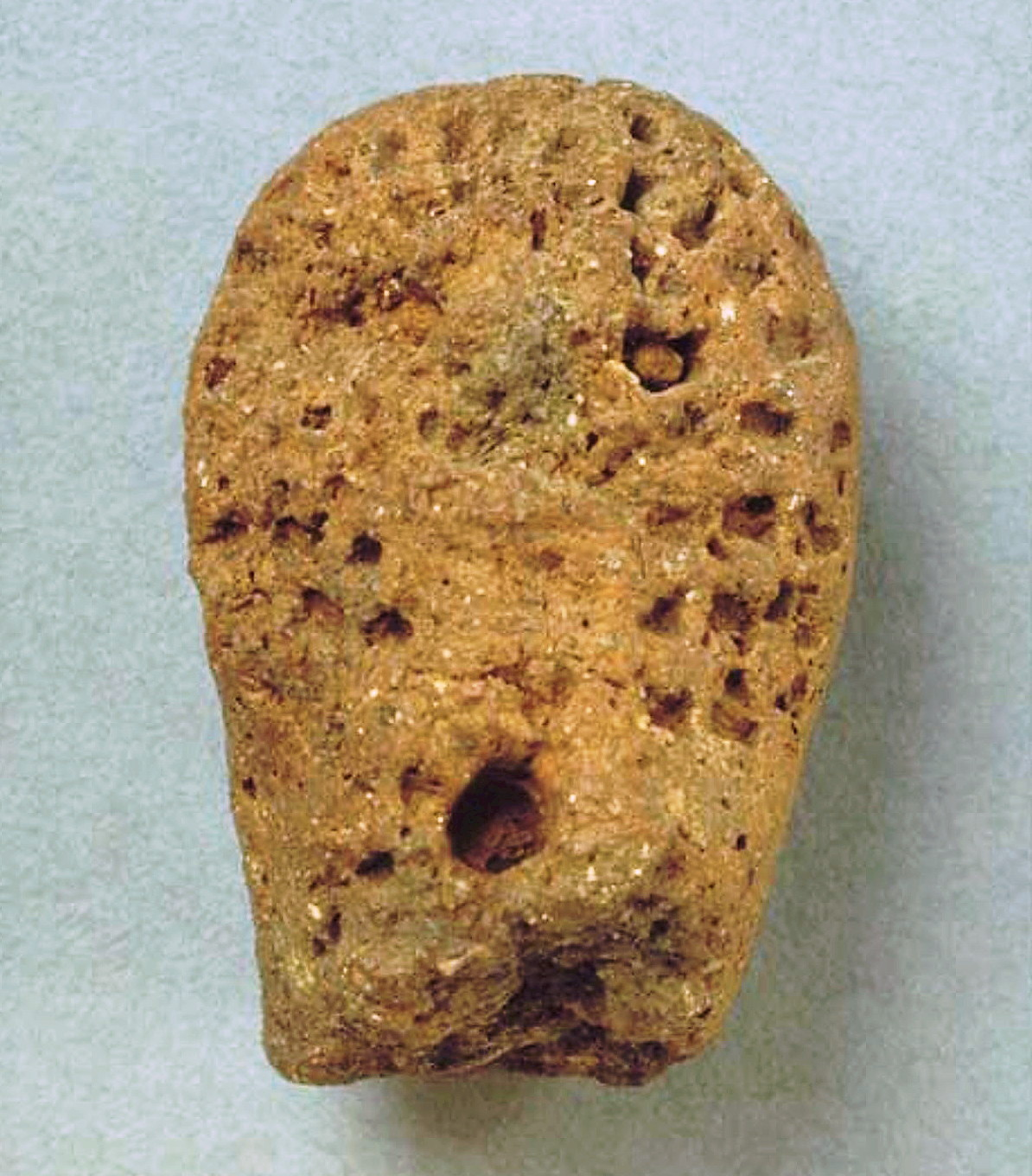
Masmogubben.

Masmogubben kallas ett centimeterstort keramikhuvud till en människofigur från stenåldern som hittades 1976 vid Masmovägen i kommundelen Vårby i Huddinge kommun, Stockholms län. Figuren är den äldsta kända människoavbildningen i kommunen.

## Beskrivning

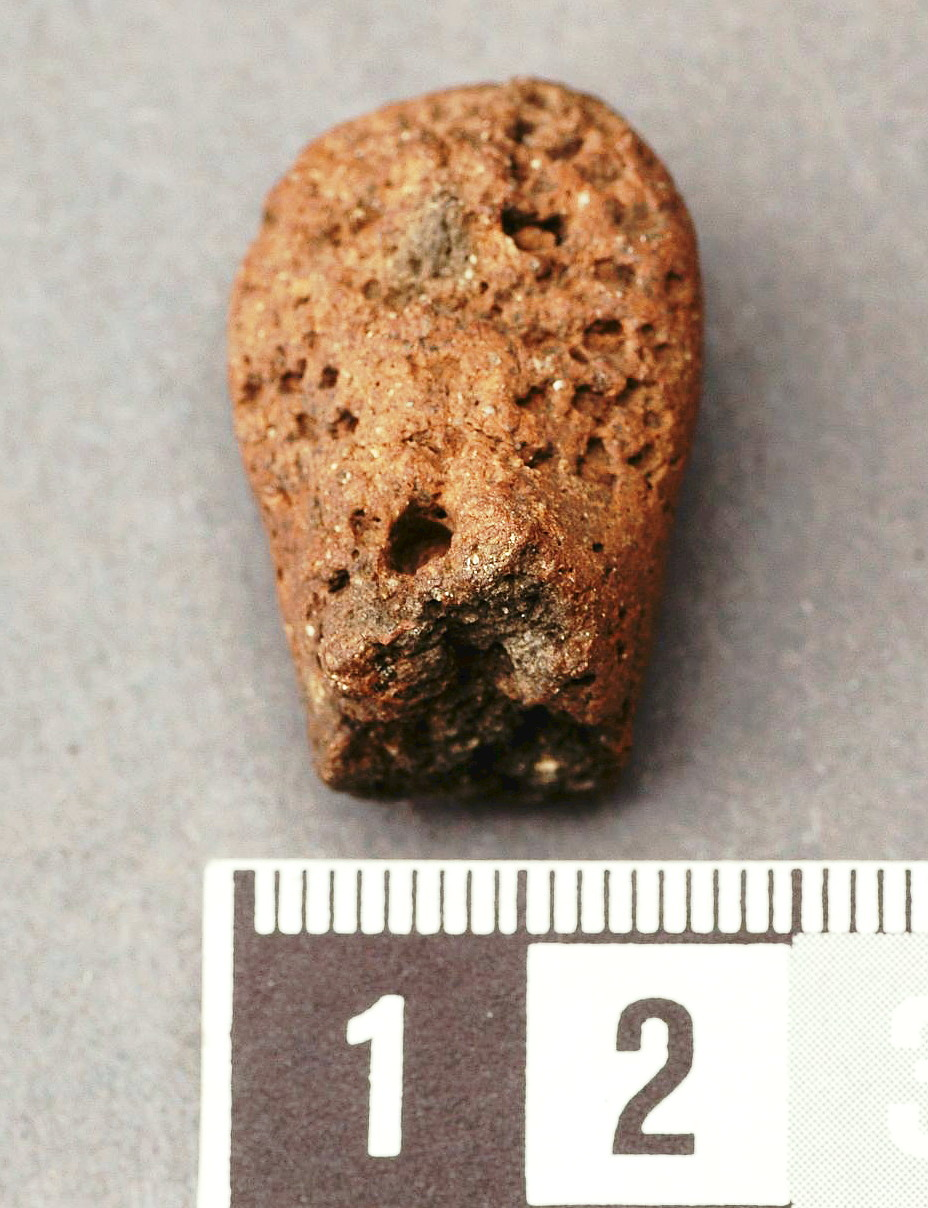
Masmogubben.

Masmogubben är knappt två centimeter bred och cirka tre centimeter hög. Fyndet består av ett huvud med ögon, mun och håruppsättning som är markerade med gropar. Avbildningen tillhör den gropkeramiska kulturen vilken uppträdde under neolitikum (cirka 3 200 f.Kr. till 2 300 f.Kr.), i huvudsak längs kuster och vid stora sjöar. Masmoberget var en av de landremsor i Stockholmstrakten som höjde sig över havet under stenåldern. Vid foten ligger dagens Albysjön som under stenåldern var en havsvik av nuvarande Östersjön. De stenåldersmänniskor som bodde här livnärde sig av bland annat säljakt och fiske.
År 1935 hittades vid bergets sydvästra sluttning en stenåldersboplats som på 1980-talet undersöktes av arkeologer. Masmogubben hittades dock redan en höstdag 1976 av amatörarkeologen och forntidsexperten Sven-Gunnar Broström. Han lade märke till en rund sak som låg i gruset intill Masmovägen inte långt från Masmo villa. Han tyckte att föremålet ”såg lite konstigt ut” och upptäckte sedan att det var ett litet huvud med ögon, mun och hår. Vid halsen syns ett tydligt brottställe vilket tyder på att huvudet är en del av en större figur. 
Framställningar av människobilder eller -skulpturer från den tiden är mycket sällsynta i Sverige. Vad "Masmogubben" använts till är okänt, möjligtvis används figuren i samband med någon religiös utövning. Den lilla figuren finns numera på Statens historiska museum och utställs i avdelning ”Forntider 2”.